# Giro d'Itàlia de 1946
El Giro d'Itàlia de 1946 fou la vint-i-novena edició del Giro d'Itàlia i es disputà entre el 15 de juny i el 7 de juliol de 1946, amb un recorregut de 3.039 km distribuïts en 17 etapes, tres d'elles amb dos sectors i una contrarellotge individual. 79 ciclistes hi van prendre part, acabant-la 40 d'ells. La sortida i arribada es feu a Milà.

## Història
Després de cinc anys sense poder-se disputar la cursa italiane per culpa de la Segona Guerra Mundial el Giro torna a unes carreteres força malmeses i a un país en reconstrucció.
El vencedor fou Gino Bartali, que d'aquesta manera aconseguia el seu tercer i darrer Giro, per davant del vencedor de l'edició de 1940, Fausto Coppi, i Vito Ortelli.
La 12a etapa s'hagué d'anul·lar perquè activistes eslavo-comunistes bloquejaren la caravana de la cursa a l'alçada de Duino. En aquesta edició s'introduí la maglia negra, que identifica el darrer classificat de la general.

## Equips
79 foren els ciclistes inscrits en aquesta edició, amb dorsals compresos entre l'1 i el 80. Sols es va ometre el número 50, per tal de diferenciar millor els 49 primers ciclistes, alineats dins els tradicionals equips amb patrocinador, compost cadascun per set ciclistes, dels altres 30 ciclistes, dividits en cinc equips de sis ciclistes i llicència de clubs esportius.
| Núm   | Codi | Equip            |
| ----- | ---- | ---------------- |
| 1-7   | LEG  | Legnano          |
| 8-14  | BIA  | Bianchi          |
| 15-21 | VIS  | Viscontea        |
| 22-28 | BEN  | Benotto          |
| 29-35 | OLY  | Olmo             |
| 36-42 | WEL  | Welter           |
| 43-49 | WIL  | Wilier Triestina |

| Núm   | Codi | Equip                    |
| ----- | ---- | ------------------------ |
| 51-55 | MIL  | Milan-Gazzetta           |
| 56-60 | BUS  | Velo Club Bustese        |
| 61-65 | FDG  | Front de la joventut     |
| 66-70 | MOD  | ENAL-Campari             |
| 71-75 | AZZ  | Azzini Freni Universal   |
| 76-80 | CSI  | Centro Sportivo Italiano |

## Etapes
| Etapa   | Data        | Recorregut                             | Km  | Vencedor d'etapa         | Líder de la general      |
| ------- | ----------- | -------------------------------------- | --- | ------------------------ | ------------------------ |
| 1a      | 15 de juny  | Milà – Torí                            | 185 | Giordano Cottur (ITA)    | Giordano Cottur (ITA)    |
| 2a      | 16 de juny  | Torí - Gènova                          | 190 | Antonio Bevilacqua (ITA) | Antonio Bevilacqua (ITA) |
| 3a      | 17 de juny  | Gènova - Montecatini Terme             | 222 | Adolfo Leoni (ITA)       | Antonio Bevilacqua (ITA) |
| 4a (a)  | 19 de juny  | Montecatini Terme - Prato (CRI)        | 40  | Antonio Bevilacqua (ITA) | Antonio Bevilacqua (ITA) |
| 4a (b)  | 19 de juny  | Prato - Bolonya                        | 112 | Fausto Coppi (ITA)       | Fermo Camellini (ITA)    |
| 5a (a)  | 20 de juny  | Bolonya - Cesena                       | 80  | Olimpio Bizzi (ITA)      | Fermo Camellini (ITA)    |
| 5a (b)  | 20 de juny  | Cesena - Ancona                        | 128 | Aldo Bini (ITA)          | Fermo Camellini (ITA)    |
| 6a      | 22 de juny  | Ancona - Chieti                        | 170 | Vito Ortelli (ITA)       | Fermo Camellini (ITA)    |
| 7a      | 23 de juny  | Chieti - Nàpols                        | 244 | Mario Ricci (ITA)        | Vito Ortelli (ITA)       |
| 8a      | 25 de juny  | Nàpols - Roma                          | 226 | Elio Bertocchi (ITA)     | Vito Ortelli (ITA)       |
| 9a      | 26 de juny  | Roma - Perusa                          | 191 | Aldo Baito (ITA)         | Vito Ortelli (ITA)       |
| 10a     | 27 de juny  | Perusa - Florència                     | 165 | Renzo Zanazzi (ITA)      | Vito Ortelli (ITA)       |
| 11a     | 29 de juny  | Florència - Rovigo                     | 245 | Oreste Conte (ITA)       | Vito Ortelli (ITA)       |
| 12a     | 30 de juny  | Rovigo - Trieste                       |     | [ 1 ]                    | Vito Ortelli (ITA)       |
| 13a     | 2 de juliol | Udine - Auronzo di Cadore              | 125 | Fausto Coppi (ITA)       | Gino Bartali (ITA)       |
| 14a     | 3 de juliol | Auronzo di Cadore - Bassano del Grappa | 203 | Fausto Coppi (ITA)       | Gino Bartali (ITA)       |
| 15a     | 5 de juliol | Bassano del Grappa - Trento            | 186 | Aldo Ronconi (ITA)       | Gino Bartali (ITA)       |
| 16a (a) | 6 de juliol | Trento - Verona                        | 90  | Oreste Conte (ITA)       | Gino Bartali (ITA)       |
| 16a (b) | 6 de juliol | Verona - Màntua                        | 72  | Elio Bertocchi (ITA)     | Gino Bartali (ITA)       |
| 17a     | 7 de juliol | Màntua - Milà                          | 176 | Oreste Conte (ITA)       | Gino Bartali (ITA)       |

## Classificacions finals

### Classificació general
| Classificació General                 | Classificació General  | Classificació General    | Classificació General |
| Pos.                                  | Ciclista               | Equip                    | Temps                 |
| ------------------------------------- | ---------------------- | ------------------------ | --------------------- |
| 1                                     | Gino Bartali (ITA)     | Legnano                  | 65h 32' 20"           |
| 2                                     | Fausto Coppi (ITA)     | Bianchi                  | + 47"                 |
| 3                                     | Vito Ortelli (ITA)     | Benotto                  | + 15' 28"             |
| 4                                     | Salvatore Crippa (ITA) | Enal Campari             | + 15' 31"             |
| 5                                     | Aldo Ronconi (ITA)     | Benotto                  | + 24' 31"             |
| 6                                     | Giulio Bresci (ITA)    | Welter                   | + 27' 35"             |
| 7                                     | Ezio Cecchi (ITA)      | Centro Sportivo Italiano | + 37' 58"             |
| 8                                     | Giordano Cottur (ITA)  | Wilier                   | + 38' 28"             |
| 9                                     | Alfredo Martini (ITA)  | Welter                   | + 39' 54"             |
| 10                                    | Primo Volpi (ITA)      | Bustese                  | + 43' 12"             |
| 79 participants, 40 acabaren la cursa |                        |                          |                       |

### Classificació de la muntanya
|   | Ciclista           | Equip   | Punts |
| - | ------------------ | ------- | ----- |
| 1 | Gino Bartali (ITA) | Legnano | --    |
| 2 | Fausto Coppi (ITA) | Bianchi | --    |
| 3 | Vito Ortelli (ITA) | Benotto | --    |